# Gadzhiev Bay
Die Gadzhiev Bay (englisch, russisch Бухта Гаджиева Buchta Gadschijewa) ist eine Bucht an der ostantarktischen George-V.-Küste. Sie liegt unmittelbar westlich des Kap Hudson.
Luftaufnahmen entstanden bei der US-amerikanischen Operation Highjump (1946–1947) und 1958 bei einer sowjetischen Antarktisexpedition. Wissenschaftler letzterer Forschungsreise benannten sie nach Iljas Mamedowitsch Gadschiew (1935–2006), Dozent für Biologie am Institut für Bodenkunde und Agrochemie der Staatlichen Universität Nowosibirsk. Das Antarctic Names Committee of Australia übertrug diese Benennung ins Englische.